# Bechara Boutros al-Rahi
Mar Bechara Boutros al-Rahi (även Bechara Rai, arabiska: مار بشارة بطرس الراعي Mor Bishārah Buṭrus al-Rāʿī), född 25 februari 1940 i Himlaya i distriktet Matn i guvernementet Libanonberget, är en libanesisk katolsk maronitisk präst och patriark av syrisk-maronitiska kyrkan, samt den 77:e maronitiske patriarken av Antiokia sedan 15 mars 2011. Han efterträdde patriark Nasrallah Boutros Sfeir. Rahi är kardinal i romersk-katolska kyrkan sedan 2012.